# Joseph Anthony Roach
Joseph Anthony Roach (Missouri, 17 juin 1886 - Los Angeles, 15 avril 1945) est un scénariste du cinéma muet américain.
Apparu aux génériques en tant que  J. Anthony Roach, Joe Roach, Joseph A. Roach ou J. Anthony Roche.

## Filmographie

### En tant que scénariste
- 1914 The Hour and the Man de E.H. Calvert (CM) (scénario)
- 1914 The Verdict de Richard Travers (CM) (scénario)
- 1914 Through Eyes of Love de Richard Travers (CM) (scénario)
- 1915 The Conflict de Richard Travers (CM) (récit / comme Joseph A. Roach)
- 1915 Eyes That See Not de Richard Travers (CM) (scénario)
- 1915 Hearts and Roses de Joseph Byron Totten (CM) (scénario)
- 1915 A Mansion of Tragedy de Joseph Byron Totten (CM)
- 1915 The Call of the Sea de Joseph Byron Totten (récit / comme Joseph A. Roach)
- 1915 Inheritance de Clem Easton (CM) (récit / comme Joseph A. Roach)
- 1915 Fifty-Fifty de Clem Easton (CM) (récit)
- 1915 Twice Into the Light d'Arthur Berthelet (CM) (récit / comme Joseph A. Roach)
- 1916 Golden Lies (CM) (scénario / comme Joseph A. Roach)
- 1917 Melting Millions de Otis Turner (récit)
- 1917 Fatty boucher (The Butcher Boy) de Roscoe Arbuckle (CM) (récit)
- 1917 Fatty en bombe (A Reckless Romeo) (CM) de Roscoe Arbuckle (récit)
- 1917 Fatty chez lui (The Rough House) de Roscoe Arbuckle (CM) (récit)
- 1917 La Noce de Fatty (His Wedding Night) de Roscoe Arbuckle (CM) (récit)
- 1917 Fatty docteur (Oh Doctor!) de Roscoe Arbuckle (CM) (récit)
- 1917 The Curse of Eve de Frank Beal
- 1917 The Sudden Gentleman de Thomas N. Heffron (scénario)
- 1917 Fanatics de Raymond Wells (comme Joseph A. Roach)
- 1918 : Une femme d'attaque (Fair Enough) d'Edward Sloman (comme J. Anthony Roche / récit)
- 1919 Hell-Roarin' Reform d'Edward LeSaint (comme Joseph A. Roach / récit)
- 1919 The Rebellious Bride de Lynn Reynolds (récit)
- 1919 Miss Adventure de Lynn Reynolds (comme J. Anthony Roach / scénario / récit)
- 1919 Cowardice Court de William C. Dowlan (scénariste)
- 1919 Be a Little Sport de Scott R. Dunlap (scénariste)
- 1919 Love Is Love de Scott R. Dunlap (comme J. Anthony Roach / scénario)
- 1919 The Lost Princess de Scott R. Dunlap (comme J. Anthony Roach / récit)
- 1919 Vagabond Luck de Scott R. Dunlap (scénario / comme J. Anthony Roach)
- 1919 Tin Pan Alley de Frank Beal (comme J. Anthony Roach)
- 1920 The Cyclone Clifford S. Smith (comme J. Anthony Roach)
- 1920 Shod with Fire d'Emmett J. Flynn (scénario / comme J. Anthony Roach)
- 1920 Faith d'Howard M. Mitchell (scénariste comme J. Anthony Roach)
- 1920 The Daredevil de Tom Mix (comme J. Anthony Roach)
- 1920 Black Shadows d'Howard M. Mitchell (comme J. Anthony Roach)
- 1924 Fighting for Justice (en) de Walter De Courcy (scénariste)
- 1924 Looped for Life de Park Frame (scénariste)
- 1925 Where the Worst Begins de John McDermott (adaptation)
- 1927 Melting Millions de Spencer Gordon Bennet
- 1927 Hoof Marks de Tenny Wright (scénariste)
- 1928 The Man Without a Face de Spencer Gordon Bennet (scénariste)
- 1928 The Bullet Mark de Stuart Paton (scénariste)
- 1929 The Black Book de Spencer Gordon Bennet et Thomas Storey (scénariste)
- 1933 Frères dans la mort (Somewhere in Sonora) de Mack V. Wright (adaptation et dialogue / comme Joe Roach)
- 1933 Jaws of Justice de Spencer Gordon Bennet (adaptation / récit)
- 1934 Ferocious Pal de Spencer Gordon Bennet